# Aeródromo de Sarmiento
El Aeródromo de Sarmiento (también denominado Aeródromo Lago Musters) (IATA: OLN - OACI: SAVM - FAA: LGM) es un aeropuerto argentino que da servicio a la ciudad de Sarmiento, Provincia del Chubut. No recibe vuelos comerciales.